# Rideaukanalen
Rideaukanalen (engelsk: Rideau Canal eller Rideau Waterway) forbinder byen Ottawa ved Ottawafloden med byen Kingston ved Lake Ontario. Rideaukanalen blev indviet i 1832 og anvendes stadig i dag. Kanalen blev i 2007 optaget på UNESCOs Verdensarvsliste.